# مدير نوافذ مكدس

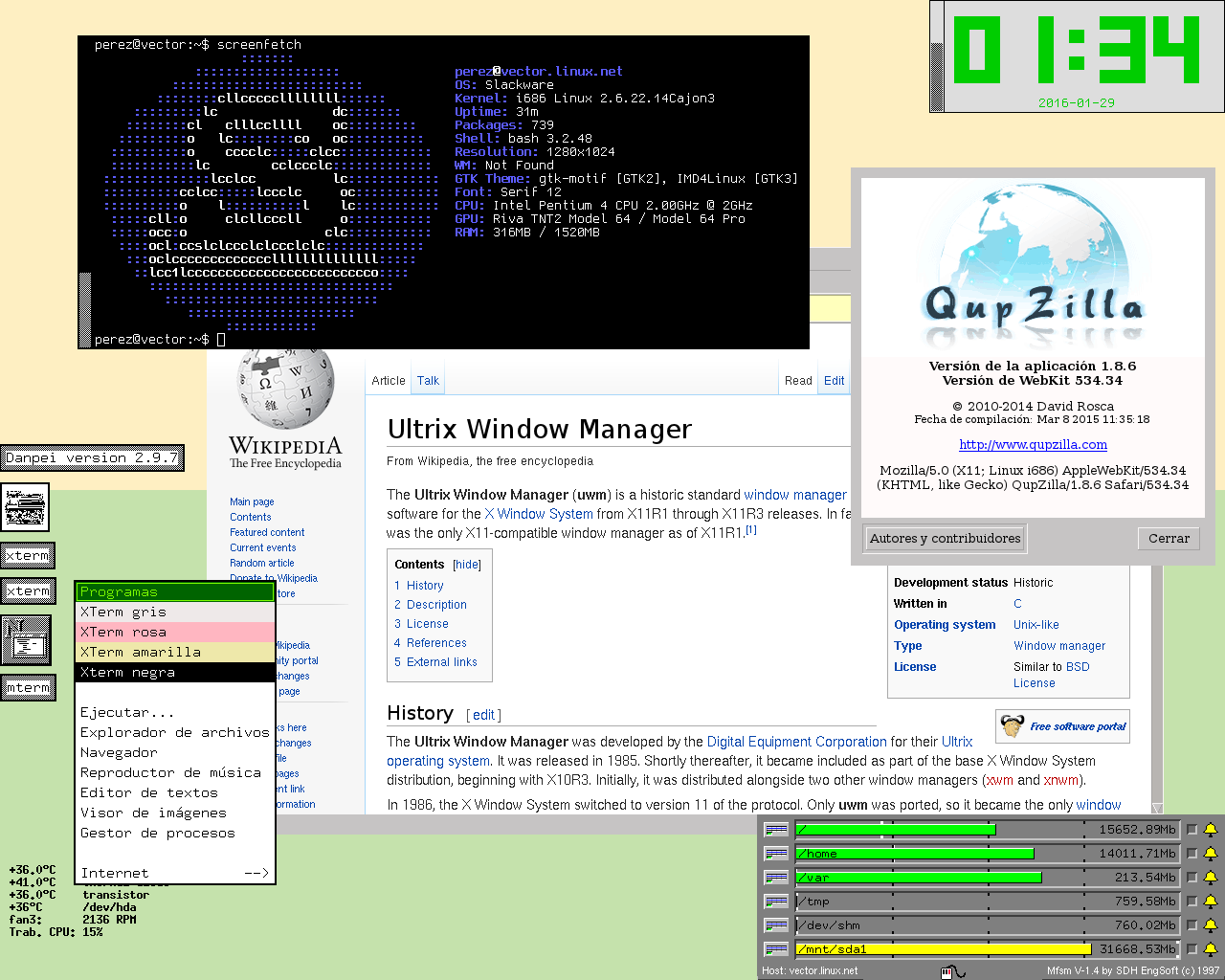
لقطة شاشة لمدير النوافذ ألتركس, الذي يستخدم مدير نوافذ مكدس.

مدير النوافذ المُكَدِّس أو مدير النوافذ العائمة (بالإنجليزية: Stacking window manager)‏ هو مدير نوافذ يرسم النوافذ ويسمح لها بأن تتداخل أو تُكدّس, دون استخدام خوارزمية تركيب. كل مدير نوافذ ليس مدير نوافذ مُرَكّب ويسمح بتكديس النوافذ يعتبر مدير نوافذ مكدس, لكن من الممكن أن لا تستخدم جميعها الطرق نفسها.
مدراء النوافذ المُكَدّسة تسمح للنوافذ بالتداخل وتسمح للتطبيقات بالرسم فقط في المنطقة الظاهرة من نوافذها.
الترتيب الذي تُكَدّس به النوافذ يسمى ترتيب-ع (z-index).

## مدير النوافذ الهجين
بعض مدراء النوافذ تستطيع معاملة النافذة العُليا بطريقة مختلفة, عن طريق تصييرها بطريقة غير مباشرة وإرسالها إلى بطاقة العرض لتضاف إلى الصورة النقطية الصادرة. قد تكون هذه الطريقة ممكنة في بعض مدراء النوافذ المكدسة, لكنها تعتبر تركيباً, فتُعامَل النافذة العُليا والصورة النقطية كنافذتين في مدير نوافذ مركب.

## نظام نوافذ إكس
العديد من مدراء النوافذ التي تستخدم نظام نوافذ إكس توفر القدرة على التكديس:
- أفترستيب
- أوبن بوكس
- إنلايتنمينت
- أوسوم
- ايس دبليو ام
- بلاك بوكس
- بيري
- موتر
- فلكس بوكس
- ويندو ميكر

## مايكروسوفت ويندوز
عَرَض ويندوز 1.0 النوافذ باستخدام مدير نوافذ مبلط. تم استبداله بمدير نوافذ مكدس في ويندوز 2.0, والذي سمح للنوافذ بالتداخل. أبقت مايكروسوفت على مدير النوافذ المبلط حتى ويندوز إكس بي والذي جعله محدوداً في قدرته على عرض المحتوى ثلاثي الأبعاد المعزز داخل النوافذ العادية. لكن كان من الممكن عرض بعض المؤثرات البصرية باستخدام برمجيات خارجية. من ويندوز فيستا, أصبح مدير النوافذ الافتراضي مدير نوافذ مركب جديد على الأنظمة المتوافقة.

## تاريخ
- السبعينات: جهاز زيروكس ألتو الذي احتوى على أول واجهة مستخدم رسومية استخدمَ مدير نوافذ مكدس.[3]
- بداية الثمانينات: جهاز زيروكس ستار استخدم الرُقَع لمعظم النوافذ الرئيسية واستخدم التداخل فقط لنوافذ الحوار.
- ماك أو إس الكلاسيكي كان من أوائل أمثلة نجاح واجهات المستخدم الرسومية التي تستخدم مدير نوافذ مكدسة.
- نظام تشغيل أميغا يحتوي على مثال مبكر لمدير نوافذ مكدس متقدم.